# Torches of Freedom

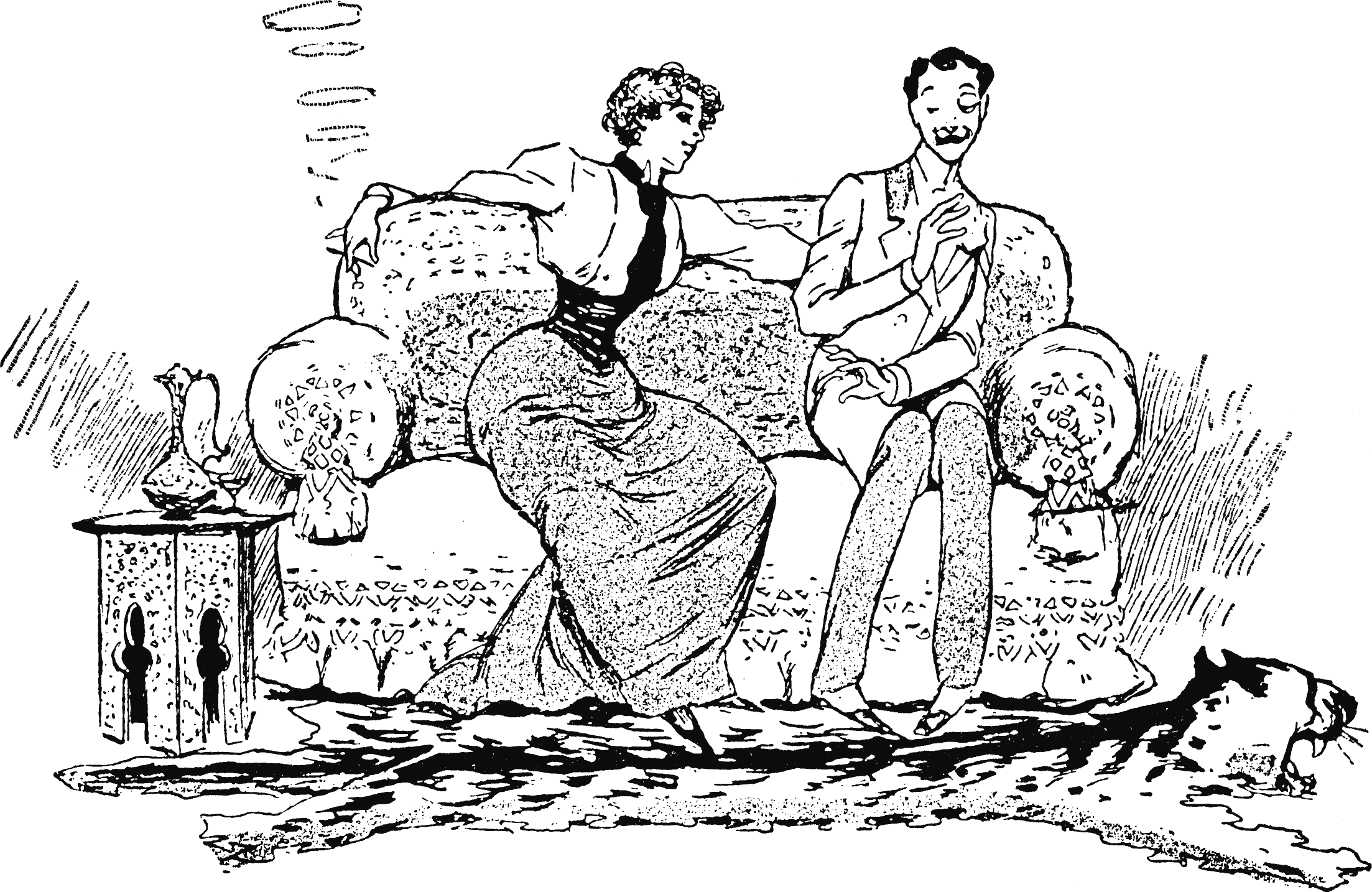
La campagna di pubbliche relazioni del 1929 "Torches of Freedom" equiparava il fumo in pubblico all'emancipazione femminile. Alcune donne fumavano decenni prima, ma di solito in privato; questa vignetta satirica tedesca del 1890 illustra l'idea che il fumo fosse considerato poco femminile da alcuni in quel periodo.

"Torches of Freedom" fu uno slogan utilizzato per incoraggiare le donne a fumare, facendo leva su loro desiderio di aspirare ad una vita migliore e ottenere l'uguaglianza con gli uomini durante il movimento di liberazione delle donne negli Stati Uniti. 
Divenne, in seguito, slogan di una delle più innovative campagne marketing realizzata da Edward Bernays: convincere le donne a fumare in pubblico significava espandere il mercato delle sigarette anche ad esse. 
Bernays, perciò, assunse delle donne per marciare durante la Easter Holiday Parade in New York del 1929, sfoggiando la loro «Torches of Freedom». 
La sigaretta divenne così simbolo di emancipazione e uguaglianza con gli uomini.

## Storia
Prima del XX secolo fumare era considerato un atto immorale ed inadeguato per le donne al punto che alcuni Stati cercarono di impedirlo facendo ricorso alla legislazione. Nel 1904, una donna di nome Jennie Lasher fu condannata a 30 giorni di carcere per aver “messo in pericolo” la morale dei propri figli fumando in loro presenza in pubblico; nel 1908, il Consiglio di Assessori di New York approvò con voto unanime un'ordinanza che proibiva alla donne di fumare in luoghi pubblici. Lo stesso accadde nel 1921 nel Distretto di Columbia dove fu proposto un disegno legge per vietare il fumo in pubblico. Ciò che più sorprendeva è che vi erano gruppi di donne che combatterono per impedire le altre di fumare. La International Tobacco League esercitò il proprio potere per impedire che potessero comparire in pubblicità, o film, donne che fumavano, a meno che dovessero interpretare un ruolo "disdicevole".
Durante la prima guerra mondiale le cose iniziarono a cambiare. Le donne iniziarono a svolgere le stesse mansioni degli uomini, sostituendo coloro che erano in guerra, e nonostante fosse ancora un tabù, iniziarono anche a fumare. La sigaretta, simbolo di ribellione, divenne strumento per lottare per la parità dei diritti, per sfidare tutti i consolidati pregiudizi sociali sulle donne.

## Marketing: sfatare un tabù

### Fumare: atto inappropriato per le donne
Nel 1928, George Washington Hill, Presidente dell'American Tobacco Company, intuì il potenziale che avrebbe potuto ricavare aprendo il mercato della sigarette alle donne e durante un'intervista dichiarò: «è come trovare una miniera d'oro proprio nel nostro cortile».
Bisognava non solo sfatare un tabù radicato nel costume dell'epoca, ma anche combattere contro pregiudizi sociali fortemente condivisi: era pensiero comune, infatti, che le donne non fossero in grado di fumare e tenere la sigaretta tra le proprie dita in modo corretto, e che in linea generale non comprendessero il senso stesso del fumare, Le compagnie di tabacco che intendevano aderire all'apertura di questo nuovo mercato dovevano fare in modo che le donne non fossero state ridicolizzate per l'utilizzo di sigarette in pubblico. Philip Morris, a tal proposito, sponsorizzò una serie di conferenze con lo scopo di insegnare “l'arte” del fumare alle donne. 
Hill, per espandere il proprio mercato ed ampliare il numero di donne fumatrici, decise di assumere Edward Bernays, considerato al giorno d'oggi come il padre delle pubbliche relazioni, per aiutarlo a reclutare donne fumatrici. Bernays, a sua volta, si fece consigliare dallo psicanalista Abraham A. Brill, il quale dichiarò che l'istinto di fumare fosse giustificato per le donne, sempre più investite di incarichi fino ad allora tipicamente maschili.
Nel 1929 Edward Bernays decise di assumere proprio delle donne, pagandole per fumare con le loro «Torches of Freedom» durante l'Easter Sunday Parade in New York.
La scelta dei soggetti fu particolarmente selettiva: le donne assunte per il progetto dovevano essere attraenti e tanto convincenti da poter influenzare la massa di popolazione. Furono assunti fotografi specializzati per fari sì che il momento fosse immortalato e le migliori immagini facessero il giro del mondo. La femminista Ruth Hale, appoggiò il progetto di Bernays, invitando tutte le donne ad unirsi alla marcia. Il 31 marzo del 1929 al termine dell'Easter Sunday Parade una giovane donna di nome Bertha Hunt camminando per l'affollatissima Quinta Strada accese in pubblico una sigaretta Lucky Strike: si gridò immediatamente allo scandalo.  Dieci giovani donne seguirono poi la Hunt, fumando le loro «Torches of Freedom» in pubblico.
L'evento destò ancora più scalpore in quanto Bernays aveva anticipato alla stampa che quel giorno qualcosa di scandaloso sarebbe accaduto. Ciò che non si poteva prevedere era che questo sarebbe stato il primo di una lunga serie di eventi che miravano ad ottenere la reale emancipazione femminile: Bernays proclamò pubblicamente che il fumo era una forma di liberazione per le donne, la loro possibilità di esprimere la loro forza e la loro libertà. Le foto e il filmato di quella manifestazione fecero il giro di tutto il mondo e il cammino fu visto come una protesta per l'uguaglianza dei diritti, animando il dibattito socio-culturale in tutti gli Stati Uniti. 
Bernays riuscì con il tempo a sfatare il tabù del fumo femminile e utilizzando le donne nelle pubblicità del tabacco, portò ad un incremento delle vendite tra le donne che raddoppiarono tre il 1923 e il 1929:nel 1923 le donne acquistarono solo il 5% delle sigarette vendute; nel 1929 queste aumentarono fino al 12%; nel 1935 la percentuale di sigarette fu del 18,1%. Il picco fu raggiunto nel 1965 con il 33,3% ed è rimasto a questo livello fino al 1977.